# 조수훈
조수훈(曺秀訓 1989년 3월 25일~)은 대한민국의 전 쇼트트랙 선수이다. 배우 조재현의 아들이다. 단국대학교 체육교육학과 졸업. 고양시청 쇼트트랙팀소속으로 선수활동 중 상무에 입대하였다. 2002년 동계 올림픽에서 헐리우드 액션으로 김동성의 금메달을 뺏어간 안톤 오노 사건에 분개해 쇼트트랙을 시작하게 되었다. 남들보다 늦은 시작으로 인한 주변의 우려와는 달리 국가대표 상비군에 선발되었다.

## 학력
- 경기고등학교
- 단국대학교 죽전캠퍼스 사범대학 체육교육과 학사
- 연세대학교 대학원 교육과학대학 체육학과 석사

## 수상
- 2007년 제22회 전국남녀 회장배 쇼트트랙스피드스케이팅대회 남자 고등부 500M 금메달
- 2008년 제24회 전국남녀 회장배 쇼트트랙 스피드스케이팅대회 남자 대학부 500M 금메달
- 2008년 제89회 전국동계체육대회 쇼트트랙 남자 대학부 500M 금메달
- 2011년 제26회 전국남녀 회장배 쇼트트랙 스피드스케이팅대회 남자 일반부 1000M 금메달
- 2013년 제94회 전국동계체육대회 쇼트트랙 남자 일반부 3000M 릴레이 금메달
- 2014년 제31회 전국남녀쇼트트랙스케이팅대회 남자 일반부 500M 금메달

## 가족 관계
- 아버지: 조재현(1965년 6월 30일~)
- 어머니: 김지숙
- 여동생: 조혜정(1992년 12월 22일~)